# El Almendro (Huelva)
El Almendro ist eine spanische Gemeinde (municipio) in der Provinz Huelva in der Autonomen Gemeinschaft Andalusien. 2024 hatte die Gemeinde 858 Einwohner. Sie befindet sich in der Comarca Andévalo.

## Geografie
El Almendro liegt etwa 45 Kilometer nordwestlich von Huelva in einer Höhe von ca. 235 m an der Grenze zu Portugal, die durch den aufgestauten Río Chanza gebildet wird.

## Bevölkerungsentwicklung
| Jahr      | 1900 | 1920 | 1950 | 1970 | 1980 | 1990 | 2000 | 2010 | 2020 |
| Einwohner | 1261 | 1318 | 1584 | 1238 | 852  | 839  | 851  | 870  | 835  |

## Sehenswürdigkeiten
- Burgruine
- Kirche Unser Lieben Frau (Iglesia Nuestra Señora de Guadalupe)
- Marienkapelle (Ermita de Nuestra Señora de Piedras Albas)
- Windmühlen

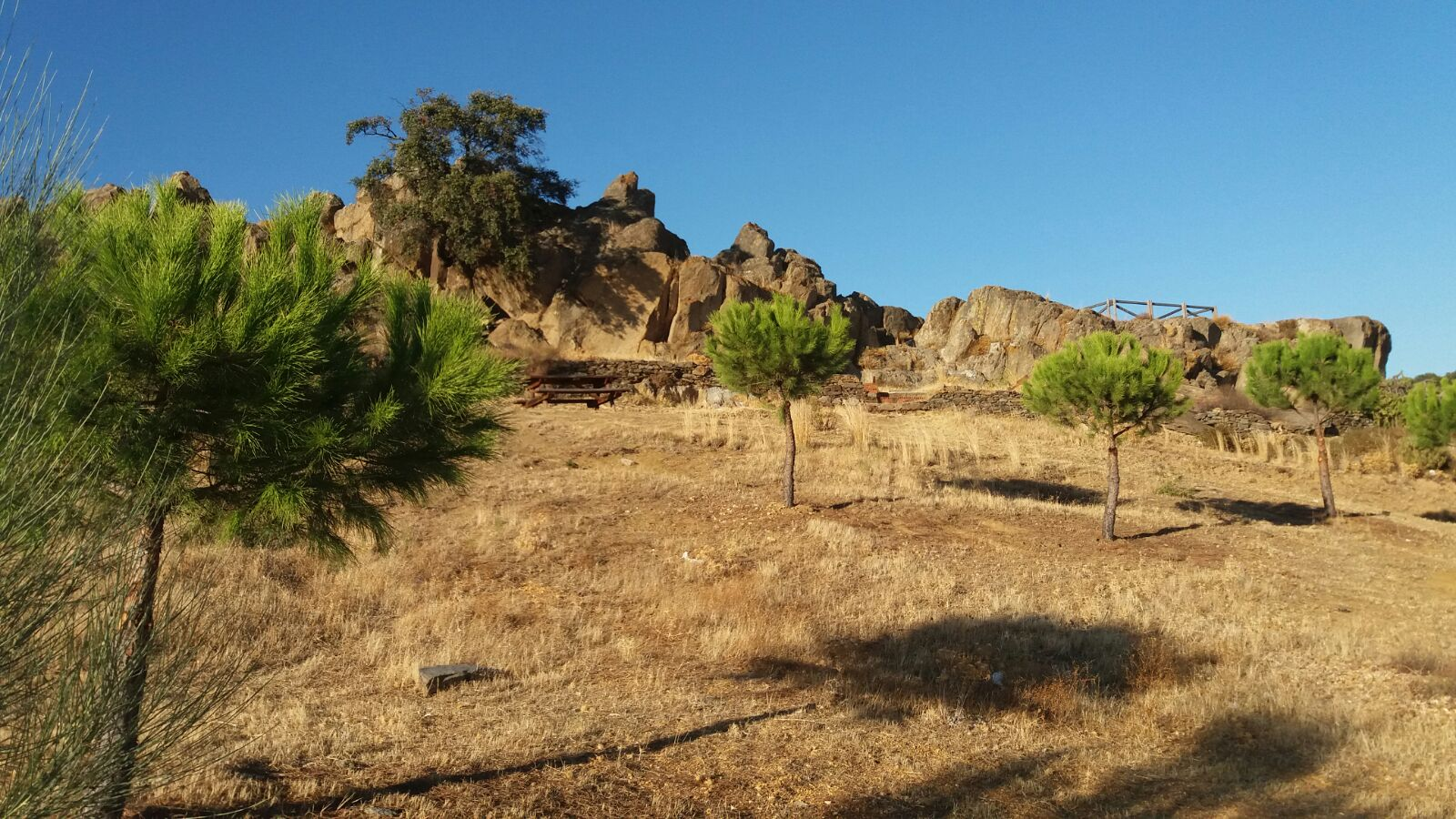
Burgruine Peña Maya
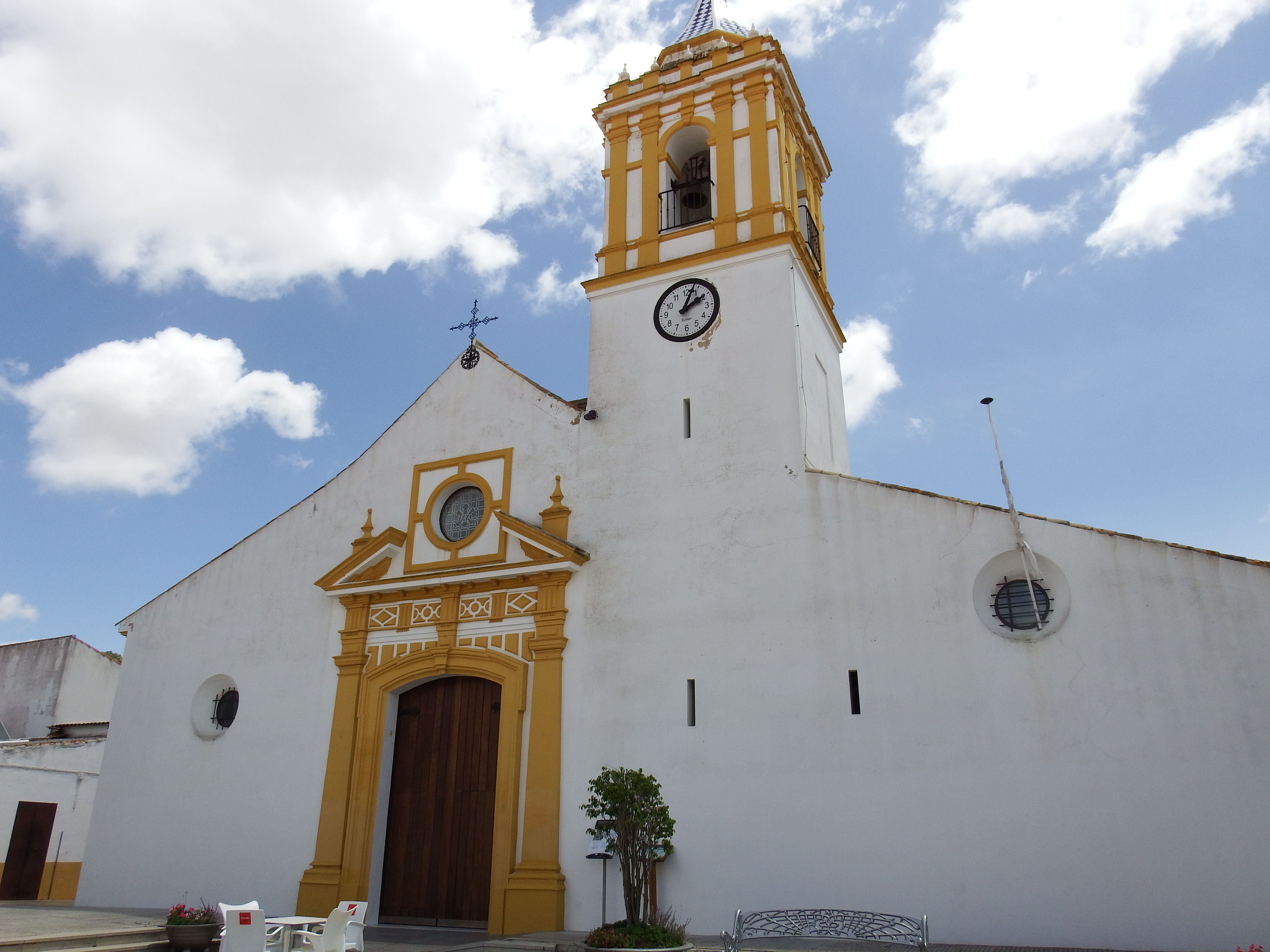
Kirche Unser Lieben Frau
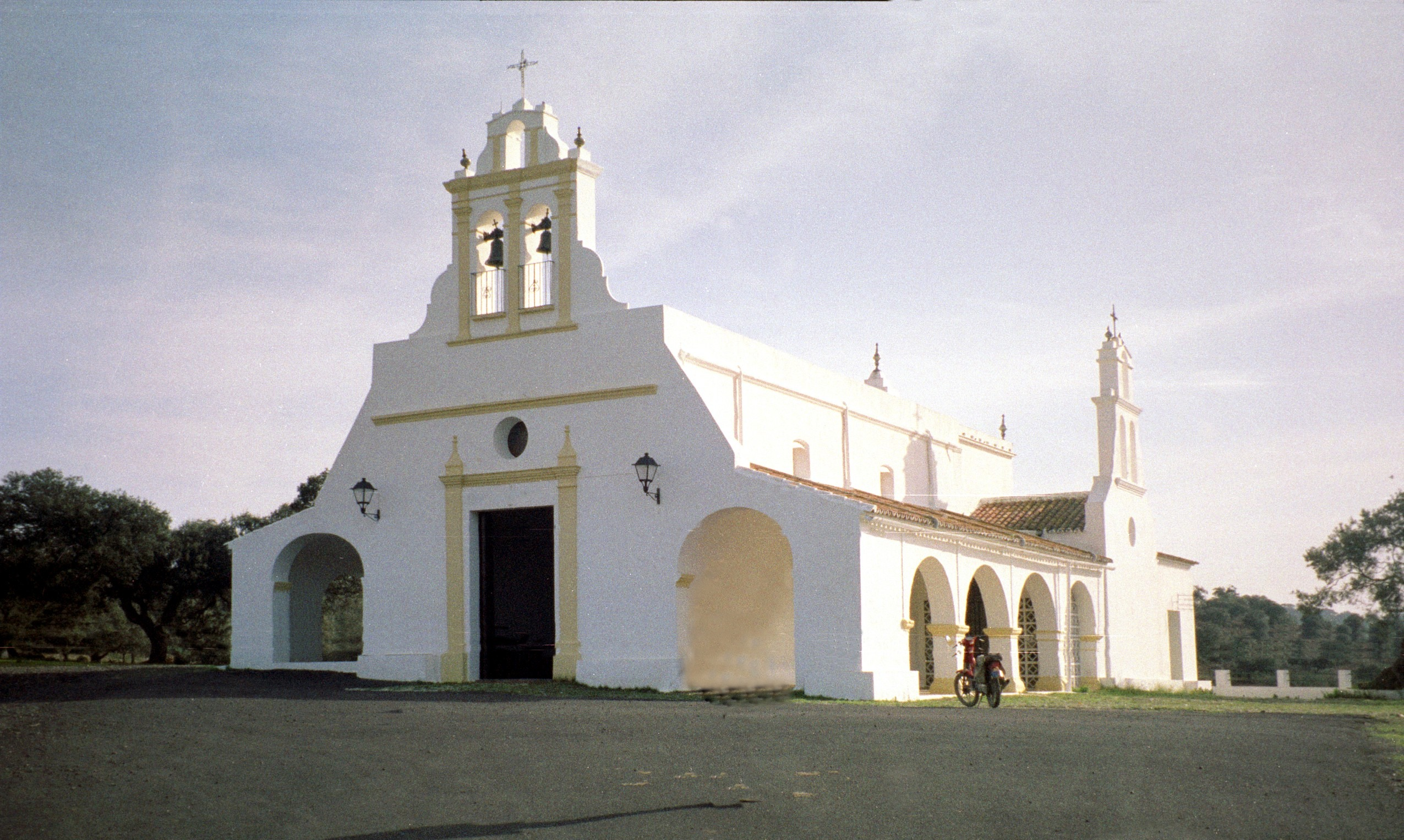
Marienkapelle
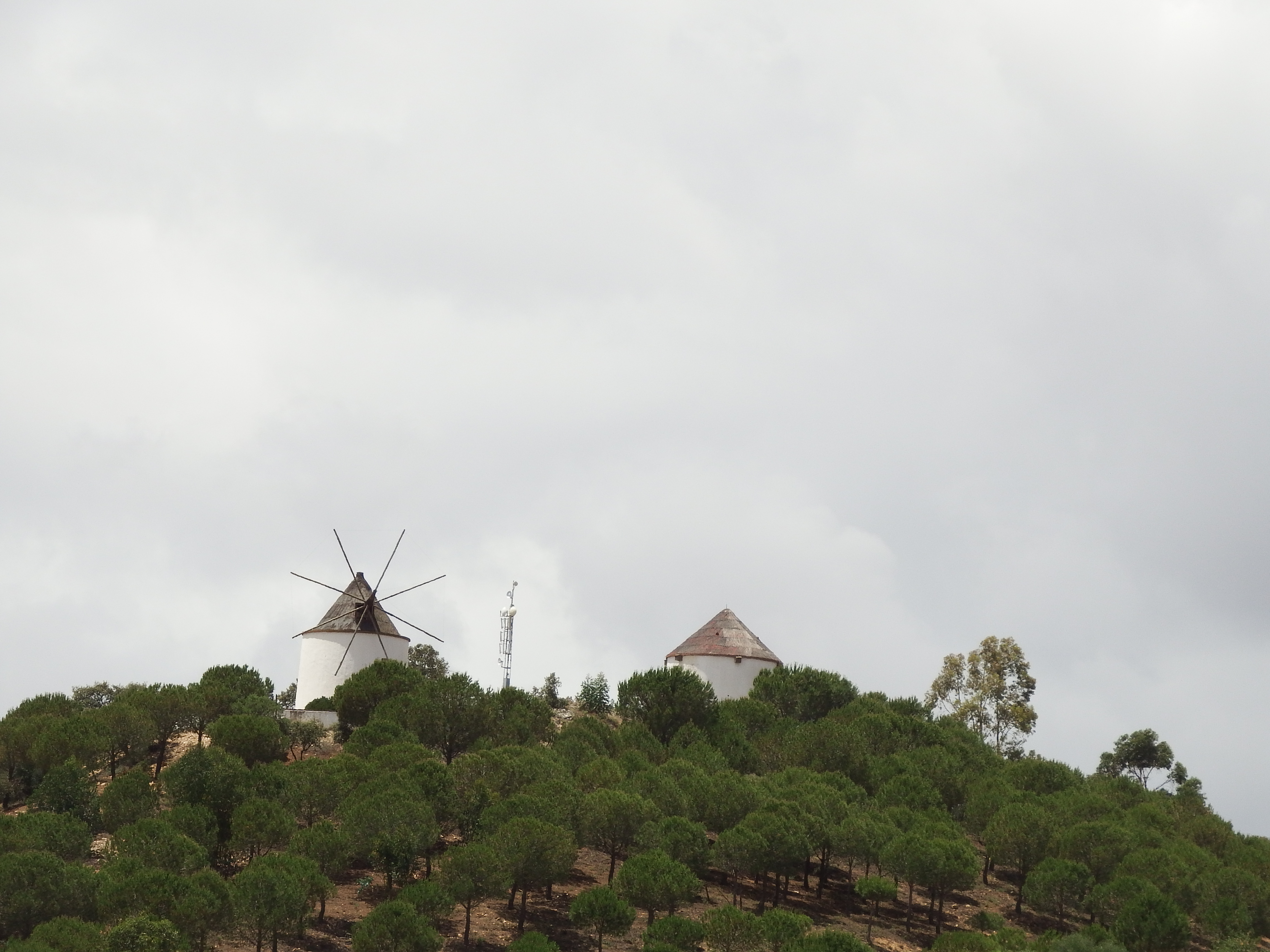
Windmühle bei El Almendro
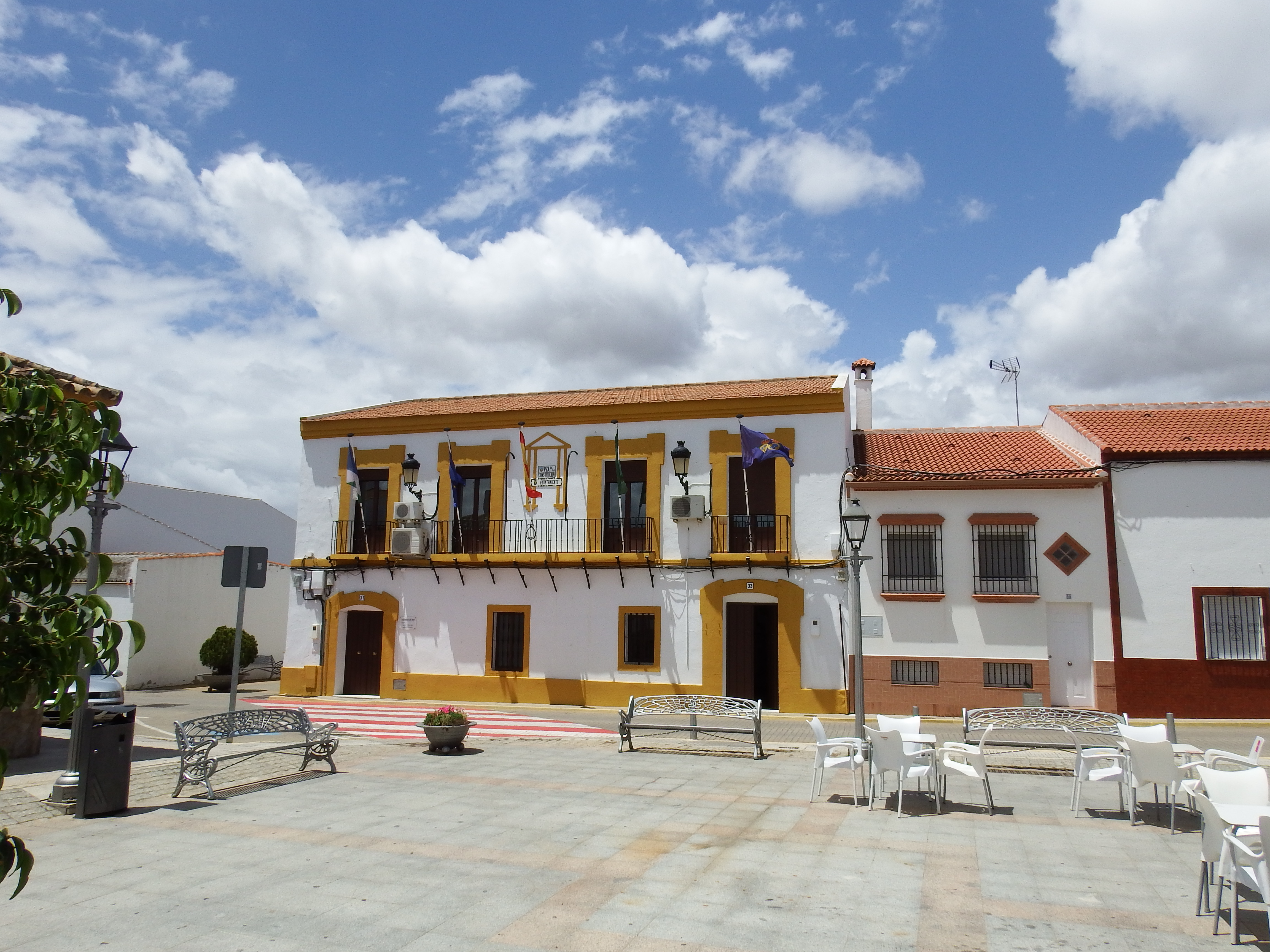
Rathaus